# 東公園 (佐世保市)
東公園（ひがしこうえん）は、日本の長崎県佐世保市にある旧海軍墓地を整備した公園である。通称、東山公園。佐世保港から東に位置する天神山の山頂近くに位置している。佐世保港が見渡せる場所であり、佐世保市により都市公園として管理されている。春は花見客でにぎわう。

## 概要
佐世保市東山町にある佐世保東山海軍墓地を整備した面積約28,000 m2の公園。佐世保駅から南東約1.7 kmに位置する。地元では旧名の海軍墓地あるいは通称の東山公園が呼称として定着している。
佐世保鎮守府開設から太平洋戦争（第二次世界大戦）終結までの、戦死・殉職した176,000柱の大日本帝国海軍などの軍人・軍属の霊が祀られている。基本的に佐世保鎮守府に籍を置く九州・四国出身者を祀る。例えば、佐世保港で爆沈した戦艦「三笠」は339名の死者を出したが、三笠は舞鶴鎮守府籍の軍艦であるため、犠牲となった北陸・北近畿出身の水兵たちは海軍墓地には祀られていない。例外的に、1931年（昭和6年）に解隊した陸軍佐世保要塞司令部隷下の重砲兵2名と、訪日中に長崎で客死したドイツ海軍ドイッチュラント水兵1名が合祀されている。同様の旧海軍墓地は、横須賀、呉、舞鶴にもある。

## 墓碑、慰霊碑など
個人墓や艦船や潜水艦、戦線別の慰霊碑がある。400基以上ある個人墓では、日本初のワルツ『美しき天然』の作曲者である田中穂積、軍歌『勇敢なる水兵』のモデルになった三浦虎次郎三等水兵の墓が有名である。艦船や潜水艦の慰霊碑には、戦艦「金剛」、空母「飛龍」「瑞鳳」「大鷹」「加賀」や、「大和」とともに沈没した軽巡洋艦「矢矧」、演習中に設計ミスのため遭難した（友鶴事件）水雷艇「友鶴」などがある。戦線別ではラバウル戦友会、サイパン島戦没者、ビルマ方面海軍戦没者などの慰霊碑がある。また、第7代佐世保鎮守府司令長官を務め、後年日露戦争では連合艦隊司令長官として佐世保から出撃した軍人・東郷平八郎の銅像もある。

## 沿革
- 1892年（明治25年）10月2日 - 埋葬開始[2]。
- 1959年（昭和34年）5月15日 - 佐世保市に譲渡。東公園に改称[2]。
- 1985年（昭和60年）4月6日 - 佐世保東山海軍墓地保存協力会が結成される[2]。
- 1997年（平成6年）2月9日 - 社団法人 佐世保東山海軍墓地保存会が設立され、保存事業を継承[2]。
- 2003年（平成15年）5月17日 - 海上防衛顕彰碑建立委員会により「海の防人之碑」が建立される[2]。
- 2014年（平成26年）4月1日 - 佐世保東山海軍墓地保存会が一般社団法人化され、佐世保海軍墓地保存会となる[2]。

## アクセス
- JR佐世保駅前から西肥バス（させぼバスが運行）利用、「福石小学校上」下車徒歩1分。または「大宮町」下車徒歩3分。[3]